# 西棕榈滩站 (光亮线)
西棕榈滩站是位于美国佛罗里达州西棕榈滩的城际铁路车站，有光亮线列车停靠，连接邁阿密中心，并于2023年将延伸至奥兰多国际机场。车站位于西棕榈滩市中心，位于Rosemary大道和Quadrille大道之间的Evernia街，距离美铁和三县铁路西棕榈滩站以东半英里，以及原佛罗里达东海岸铁路车站以南半英里。

## 车站结构
车站站房由由SOM和Zyscovich Architects设计，站房风格和迈阿密中心站、劳德代尔堡站类似，设有多组V形柱支撑高架站厅。
车站于2016年初动工，耗资2900万美元。2016年3月开建V形支柱。本月早些时候，一台130英尺（39米）高的起重机在工地倒塌，但没有人员受伤。

## 三线铁路
三县铁路运营商南佛羅里達地區交通管理局计划在本站旁新建西棕榈滩市中心站，作为从朱庇特到布罗沃德大道绿线的中间站。

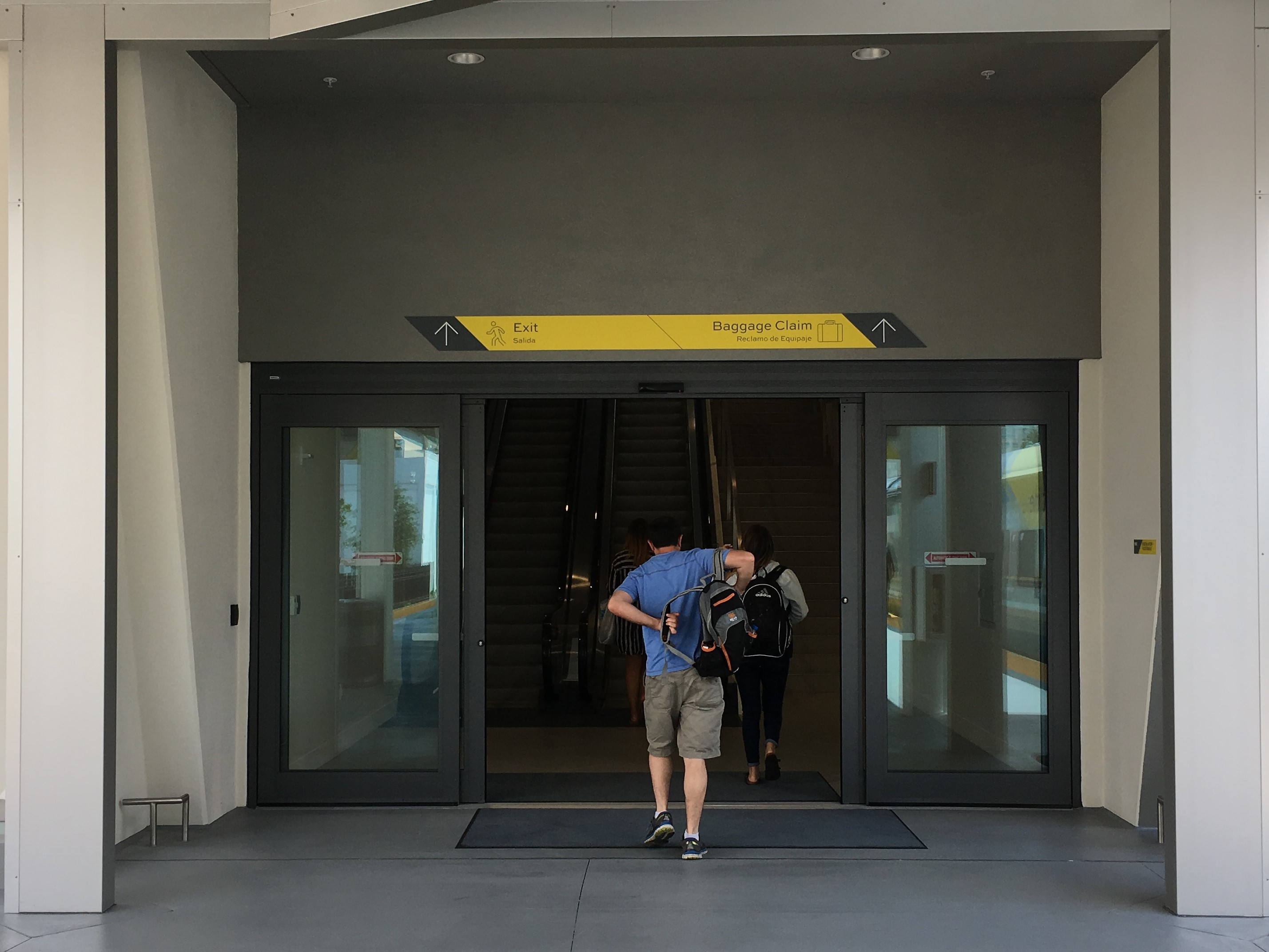
行李托运处
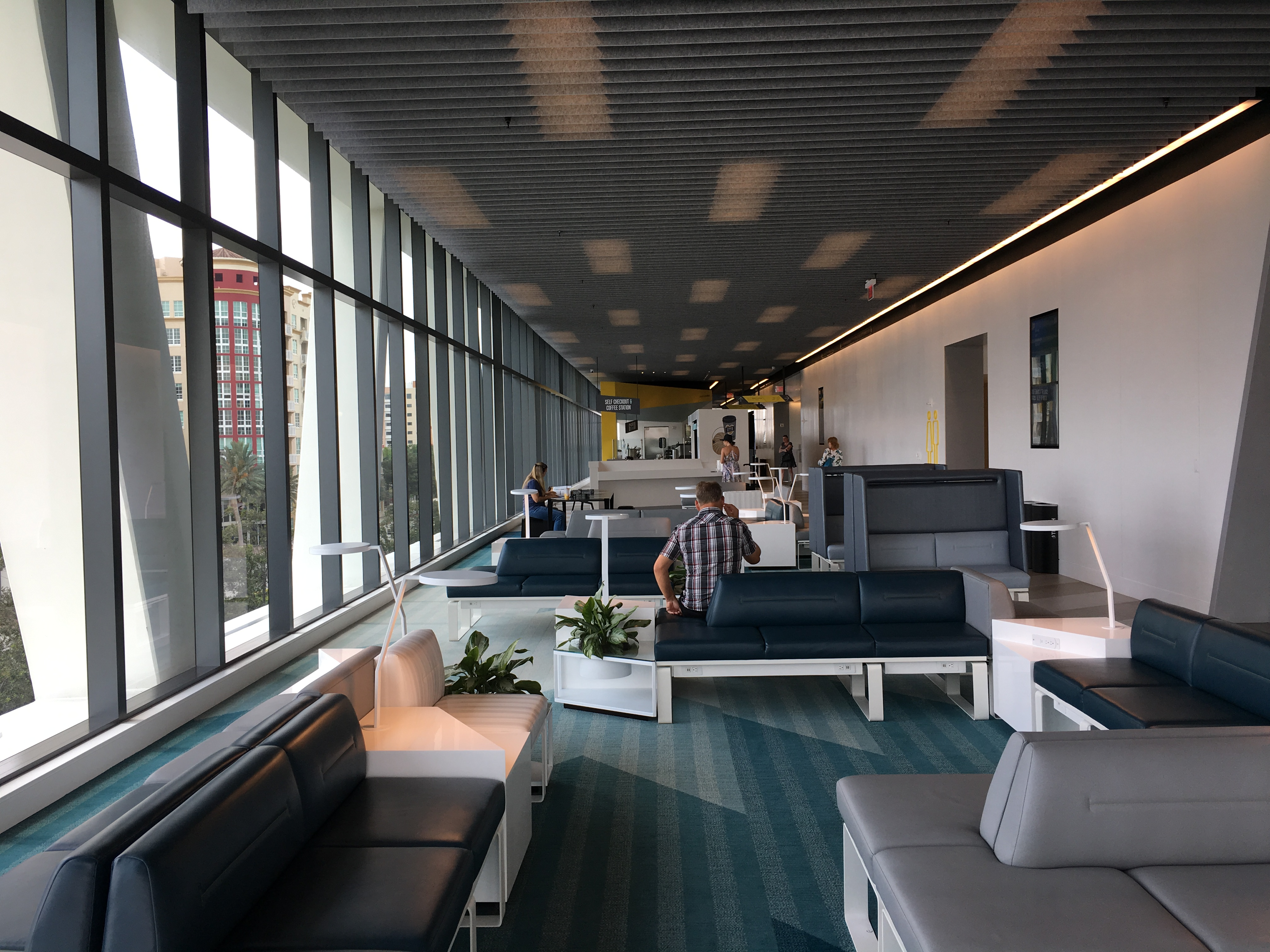
贵宾休息室内
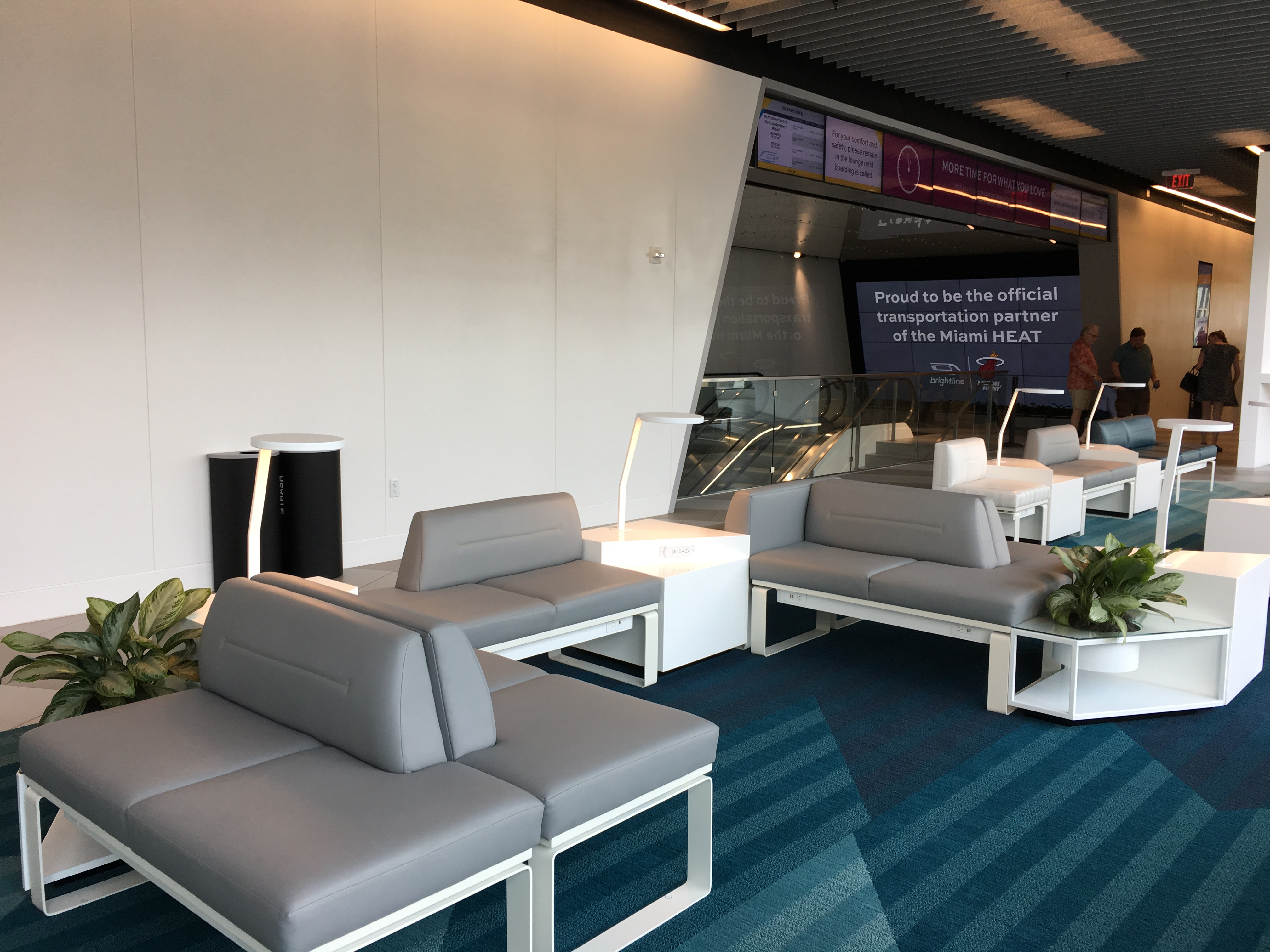
贵宾休息室内
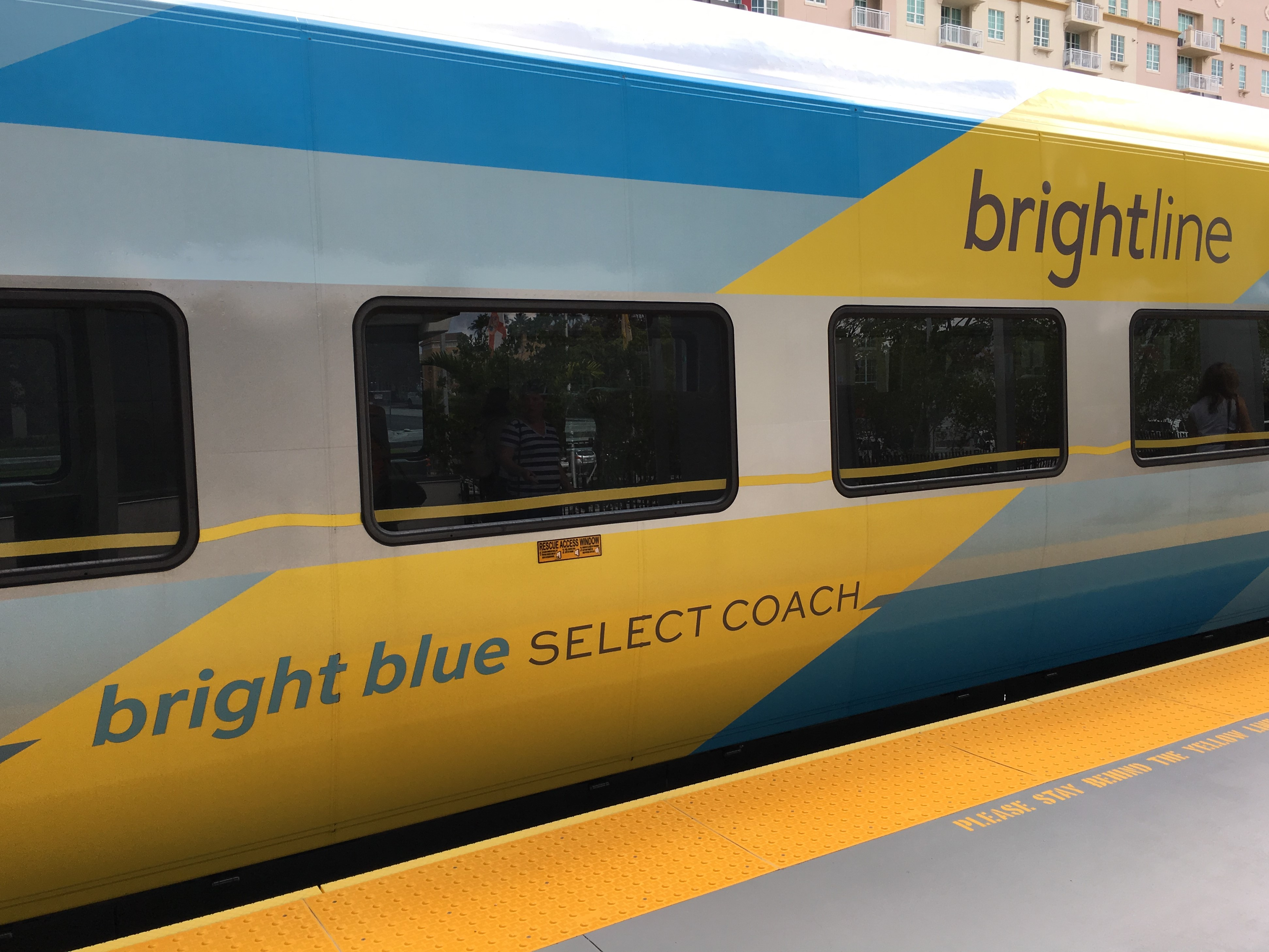
车站站台